# Crónica del Perú
Crónica del Perú es una obra de Pedro Cieza de León, redactada entre 1540 y 1550. Es el primer relato en vivo de la exploración y conquista de los territorios que actualmente son Colombia, Ecuador, Perú y Bolivia, así como la primera historia global del mundo andino, que abarca desde la época prehispánica (época incaica). La obra fue escrita por Cieza de León siguiendo un encargo del Presidente de la real audiencia de Lima, Pedro de la Gasca (pacificador del Perú, luego de las revueltas y rebeliones desencadenadas por Gonzalo Pizarro y sus partidarios). La obra, sumamente extensa, se divide en cuatro partes. En vida del autor solo se publicó la primera parte (Parte primera de la Crónica del Perú, 1553); el resto permaneció inédito e incluso extraviado, hasta los siglos XIX y XX.

## Motivación
En el Proemio de la primera parte de su Crónica, Cieza apuntó las cuatro razones que le movieron a escribir esta obra:
- Primero, observar que nadie dejaba «verdadera noticia de lo que pasó».
- Segundo, dar a conocer la cristianización de multitud de indios «con trabajo de españoles: que fue tanto que otra nación alguna de todo el universo no lo pudiera sufrir. Y así los eligió Dios para una cosa tan grande, más que otra nación alguna».
- Tercero, divulgar el engrandecimiento del imperio español y el descubrimiento de enormes territorios.
- Cuarto, invitar a que se prosiga el buen ejemplo de servir a la Corona de Castilla y se evite el ejemplo de los que fueron castigados por «cometer traiciones, tiranía, robos y otros yerros».

## Estructura
La obra se compone de cuatro partes.
I. Primera parte de la Crónica del Perú. Introducción de la obra en general. Es una valiosa descripción y relato de tierras y pueblos, con detalles de sus costumbres y tradiciones. La obra es un valioso documento etnográfico de los indígenas americanos, su religión y economía, sus creencias y organización. 
II. Segunda parte. Del señorío de los yngas yupangues. Trata sobre la historia de los Incas o reyes del Antiguo Perú. La crítica histórica ha sido unánime al considerarla como una obra fundamental para el estudio de la historia inca.
III. Tercera Parte. Del descubrimiento y conquista deste reino del Perú. Trata sobre el Descubrimiento y la Conquista del Perú,
IV. Guerras civiles del Perú, proyectada en cinco libros, aunque solo se conocen los tres primeros (Guerra de Las Salinas, Guerra de Chupas y Guerra de Quito). Trata sobre las guerras civiles entre los conquistadores del Perú.

## Publicación
La primera parte fue publicada en Sevilla, en 1553. Se imprimieron 1100 ejemplares y al año siguiente fue necesario hacer una nueva edición, corregida en Amberes. Pero Cieza falleció poco después, el 2 de julio de 1554, y el resto de su copiosa obra permaneció inédita e incluso extraviada. No faltó incluso quienes se apropiaron de su trabajo, como fue el caso del cronista Antonio de Herrera y Tordesillas que copió varios capítulos en sus Décadas.
La segunda parte fue redescubierta en la Biblioteca del Monasterio de El Escorial por el historiador peruano Manuel González de la Rosa, que preparó una edición para publicarla en Londres en 1873. Pero esta se quedó en pruebas por razones económicas. En 1880, bajo el cuidado del erudito español Marcos Jiménez de la Espada, se publicó finalmente la obra, bajo el título de Segunda parte de la crónica del Perú, que trata del señorío de los incas yupanquis y de sus grandes hechos y gobernación (actualmente conocida simplemente como El Señorío de los Incas).
La tercera parte demandó un mayor esfuerzo de los investigadores para su ubicación y reconstrucción. Jiménez de la Espada publicó algunos fragmentos en 1897; luego, entre 1950 y 1958 fueron publicados 54 capítulos en la revista Mercurio Peruano por el erudito limeño Rafael Loredo. En 1975, el padre Carmelo Sáenz de Santa María S.J. publicó los capítulos finales que Loredo no pudo hallar. Finalmente, el manuscrito completo fue hallado en la Biblioteca Apostólica Vaticana por la profesora Francesca Cantú, siendo publicado en 1979.
La cuarta parte permaneció extraviada hasta el siglo XIX, aunque varios de sus capítulos se podían leer en las Décadas de Antonio de Herrera. El autor planeó dividirla en cinco libros, pero solo se han identificado los tres primeros (Guerra de las Salinas; Guerra de Chupas; y Guerra de Quito), que fueron publicados entre los siglos XIX y XX; no se sabe si el autor llegó a escribir los restantes libros (Guerra de Huarina y Guerra de Jaquijahuana), cabiendo la posibilidad de que estén perdidos. Jiménez de la Espada fue el primero en acometer la edición de la Guerra de Quito, basándose en un manuscrito incompleto existente en la Biblioteca de Palacio Real de Madrid, que solo contenía los primeros 53 capítulos (1877). Por esa época se hizo también la primera edición de la Guerra de las Salinas (1877) y de la Guerra de Chupas (1881), consignadas en la Colección de Documentos Inéditos para la Historia de España; posteriormente se hizo la edición completa de la Guerra de Quito (1909), consignada en la Nueva Biblioteca Autores Españoles.

## Valoración
La importancia de esta obra radica fundamentalmente en que fue el primer proyecto de una historia global del mundo andino, desde las épocas remotas hasta su tiempo.

"Reputado [Cieza] como observador, sereno y acucioso, se ha destacado siempre la propiedad de su información, muchas veces originada en su personal experiencia, y también se ha señalado como virtud la imparcialidad de que supo hacer gala en ocasiones conflictivas. Príncipe de los cronistas ha sido llamado sin exceso, y la monumentalidad de su obra lo justifica, mereciendo recordarse, además, que no sólo escribió una historia general y cuidada, sino que, en buena cuenta, elaboró una periodificación que hizo escuela, distinguiendo los tiempos previos a los de los Incas de los de éstos, y estableciendo, después de los hechos de la invasión, cuidadosamente delimitados en la tercera parte de la Crónica del Perú, el ámbito de las guerras civiles que constituyó la inconclusa cuarta parte de su obra".
Franklin Pease

Gracias a esta obra se han publicado importantes estudios sobre las Guerras Civiles de Perú.